# Мијаконоџо
Мијаконоџо (јап. 都城市) град је у Јапану у префектури Мијазаки. Према попису становништва из 2005. у граду је живело 170.955 становника.

## Становништво
Према подацима са пописа, у граду је 2005. године живело 170.955 становника.
| 1995.   | 2000.   | 2005.   |
| ------- | ------- | ------- |
| 174.054 | 171.812 | 170.955 |